# Слёзов, Виталий Валентинович
Виталий Валентинович Слёзов (9 марта 1930, г. Сокол Вологодской обл. — 30 октября 2013) — физик-теоретик, член-корреспондент НАН Украины, заслуженный деятель науки и техники Украины.
Родился в семье служащих. Мать, Вера Михайловна, была бухгалтером, а отец, Валентин Петрович, работал в бумагоделательной промышленности и вскоре после рождения сына был переведен в Ленинград. В 1941 Виталия эвакуируют из блокадного Ленинграда с одной из последних групп детей. В эвакуации он находился в городе Шарья и в 1944 вернулся в Ленинград. В 1954 окончил физико-механический факультет Ленинградского политехнического института.
После окончания института переехал в Харьков, где работал в отделе теории твердого тела УФТИ под руководством И. М. Лифшица. Здесь ему была поставлена задача создания теории Оствальдовского созревания (в отечественной
традиции используются также термины коалесценция и переконденсация) на примере диффузионного распада твердых растворов
с образованием выделений новой фазы. Результатом работы И. М. Лифшица и В. В. Слёзова явилась знаменитая теория, опубликованная в серии статей, начиная с 1958 года. После публикации К. Вагнера за ней закрепилось название теории Лифшица-Слезова-Вагнера (LSW).
C 1973 года он возглавил лабораторию, а в 1997 стал начальником отдела УФТИ, в котором проводились теоретические исследования по физике конденсированного состояния, теории фазовых переходов и сверхпроводимости. В 1978 за цикл работ по теории неидеальных кристаллов В. В. Слезову с соавторами была присуждена Государственная премия УССР в области науки и техники. В 1993 в составе авторского коллектива — Государственная премия Украины за цикл работ «Фазовые и структурные превращения в твердых растворах с микро- и субмикронеоднородным распределением элементов и их использование для получения новых металлических материалов». В 1995 году был избран членом-корреспондентом Национальной академии наук Украины.

## Из библиографии
- Диффузионный распад твёрдых растворов : Эксперимент. Обзор. По данным отеч. и зарубеж. печати за 1954-1982 гг. / В. В. Слёзов, В. В. Сагалович - Москва : ЦНИИатоминформ, 1984. - 81 с. : ил.
- Поры в твёрдом теле / П. Г. Черемской, В. В. Слёзов, В. И. Бетехтин. - Москва : Энергоатомиздат, 1990. - 375 с. : ил.; 21 см.; ISBN 5-283-03781-9

- V.V. Slezov «Kinetics of First Order Phase Transitions» ISBN 978-3-527-62777-6